# Могленская крепость
Могленская крепость (греч. Κάστρο Μογλενών) — ныне разрушенная средневековая крепость в Греции, руины которой находятся на холме на левом берегу реки Могленицас к северо-западу от села Хриси в общине Алмопия в периферийной единице Пела в периферии Центральная Македония, в 7 км к юго-востоку от города Аридея. Крепость отождествляется со средневизантийским городом Меглен (болг. Мъглен, Моглена, греч. Μογλενά), центром одноимённой фемы и епархии с XI века. Крепость датируется X—XIII веками.
Город Меглен был центром Могленской области, одной из четырёх пограничных с Византией областей Первого Болгарского царства, созданных после восстания комитопулов Давида, Моисея, Аарона и Самуила. Могленская область, которая граничила с фемой Фессалоники была доверена старшему брату Давиду. Предполагается, что после завоевания Восточной Болгарии Иоанном I Цимисхием в 971 году болгарский патриарх Герман на некоторое время перенёс свою резиденцию из Средеца (ныне София), переименованного византийцами в Триадицу, в Меглен и находился при Давиде. Обороной города руководил кавхан (наместник верховной царской власти). После Беласицкой битвы в 1014 году и смерти болгарского царя Самуила в 1014 году город был осаждён Василием II. Согласно хронике Иоанна Скилицы в апреле 1015 года Василий II отправил на взятие крепости патрикия Никифора Ксифию и стратига Фессалоник Константина Диогена. После длительного сопротивления, возглавляемого воеводой Илицей, Меглен в 1015 году был взят византийскими войсками. После 1018 года Меглен стал резиденцией митрополита Охридского архиепископства. Около 1134 года епископом Меглена стал Иларион Могленский. Болгарский царь Калоян захватил крепость Меглен и 21 октября 1204 или 1206 года перенес мощи канонизированного епископа Илариона Могленского в Тырново, вероятно в патриарший собор Вознесения Господня, а царь Иван Асень II поместил их в церкви Сорока мучеников, построенную в честь победы болгар над греками в 1230 году. Город Меглен был полностью разрушен во время османского завоевания.
Руины крепости занимают площадь около 4 гектаров. На юго-восточной стене сохранились башни: круглая башня, прямоугольная башня, открытая с тыльной стороны («полубашня»), и прямоугольная «полубашня» с полукруглым фасадом. Внутри археологами раскопана крупная базилика, вероятно, кафедральный собор города Меглен.